# Duane Jones
Duane L. Jones (n. 2 februarie 1936 - d. 22 iulie 1988) a fost un actor american, cunoscut cel mai bine datorită interpretării personajului Ben din Noaptea morților vii.
După ce a absolvit universitatea Sorbona, a studiat actoria în New York. Rolul său din Noaptea morților vii a fost notabil datorită faptului că a fost prima dată când un actor de culoare a jucat un rol important într-un film cu distribuția majoritar albă, fiind și primul actor de culoare care a avut rolul principal într-un film horror.